# Осиновский, Игорь Николаевич
И́горь Никола́евич Осиновский (3 февраля 1929 года, Москва — 21 апреля 2016 года, там же) — советский и российский историк и литературовед. Почетный работник высшего профессионального образования РФ. Автор 82 научных работ, среди которых — 4 монографии.

## Биография
Игорь Николаевич Осиновский родился 3 февраля 1929 года в Москве в семье инженера-дорожника Николая Ивановича Осиновского. Воспитывался бабушкой и дедом — полным георгиевским кавалером, получившим личное дворянство за подвиги и службу в годы Первой мировой войны. В 1946 году будущий учёный был принят в Авиационно-технологический институт, однако там, по собственному признанию, «учёба не давалась».
В 1947 году Осиновский поступил на исторический факультет Московского государственного педагогического института имени В. И. Ленина. В 1954 году защитил диссертацию на соискание степени кандидата исторических наук («Социально-политические взгляды Томаса Мора»).
В 1956—1962 годах преподавал в Челябинском государственном педагогическом институте, затем работал научным сотрудником в Государственном историческом музее (отдел древнерусского искусства). С 1962 по 1968 год был сотрудником Института истории АН СССР, с 1968 года — Института всеобщей истории. По совместительству вёл преподавательскую деятельность в Московском государственном педагогическом институте им. В. И. Ленина.
В 1982 году получил степень доктора исторических наук (за монографию «Томас Мор: утопический гуманизм, коммунизм, реформация»), в 1990 году — звание профессора. С 1998 по 2015 год вел преподавательскую деятельность на историческом факультете Московского городского педагогического университета.
Многие годы был учёным секретарём редакционной коллегии серии «Предшественники научного социализма», а также редактировал и рецензировал многие выпуски сборника «Средние века». Снабдил обширными научными комментариями и большой вступительной статьей сборник сочинений Томаса Мора, вышедший в 1998 году в серии «Литературные памятники». Работа над этим сборником подвела итог многолетним исследованиям Осиновского в области истории английского гуманизма.
Умер 21 апреля 2016 года в Москве после долгой болезни.

## Избранная библиография
- Томас Мор и реформация Генриха VIII // Очерки социально-экономической и политической истории Англии и Франции XII—XVII вв. — М., 1960. — С. 79-95.

- Томас Мор в английской историографии XX в. // Средние века. — 1962. — Вып. 21. — С. 262—274.

- «Утопия» Томаса Мора и её критики // Вопросы истории. — 1968. — № 7. — С. 67-84.

- Политическая тенденция «Истории Ричарда III» Томаса Мора // Европа в средние века: экономика, политика, культура. — М.:, 1972. — С. 407—420.

- Томас Мор. — М., 1974. — (Из истории мировой культуры).

- Томас Мор: утопический коммунизм, гуманизм, реформация. — М., 1978.

- Гуманизм и Реформация в Англии в первой трети XVI века // Культура эпохи Возрождения и Реформация. — Л., 1981. — С. 218—226.

- Томас Мор. — М., 1985. — (Мыслители прошлого).

- Эразм Роттердамский, Эдуард Ли и Томас Мор // Культура Возрождения и Средние века. — М., 1993. — С. 82-92.

- Ренессансный гуманизм и Реформация (некоторые теоретико-методологические аспекты проблемы) // Исследования по зарубежной истории. — Смоленск, 2000. — С. 263—267.

- Ренессансный антропоморфизм Томаса Мора // Англия и Европа: Проблемы истории и историографии. — Арзамас, 2001. — С. 136—148.

- Эразм Роттердамский и Томас Мор. Из истории ренессансного христианского гуманизма. — М., 2006.